# Paraliza
Paraliza je gubitak mišićne funkcije jednog ili više mišića. Paraliza može da bude praćena gubitkom osećaja (senzornim gubitkom) u ugroženom području ako je došlo do senzornog oštećenja pored motornog. Oko 1 u 50 ljudi u SAD je dijagnozirano sa nekom formom paralize, prolazne ili trajne. Reč potiče od grčke reči παράλυσις, "onemogučavanje nerava", koja je izvedena iz παρά (para), "pored, od" i λύσις (lisis), "gubiti" a ona od λύω (luō), "izgubiti". Oduzetost praćena nesvestnim podrhtabanjem se obično naziva paralizom.

## Uzroci
Paraliza je najčešće uzrokovana oštećenjem nervnog sistema, posebno kičmene moždine. Drugi glavni uzroci su moždani udar, trauma sa nervnom povredom, poliomijelitis, cerebralna paraliza, periferna neuropatija, Parkinsonova bolest, ALS, botulizam, spina bifida, amputacija, multipla skleroza, i Gijen-Bareov sindrom. Privremena paraliza se javlja tokom REM sna, i disregulacija tog sistema može da dovede do epizoda paralize sna. Lekovi koji ometaju nervne funkcije, kao što je kurare, isto tako mogu da uzrokuju paralizu.
Pseudoparaliza (pseudo- sa značenjem "lažna, neizvorna", od grčkog ψεῦδος) je 
dobrovoljno ograničenje ili inhibicija kretanja zbog bola, inkoordinacije, orgazma, ili drugog uzroka, a ne zbog stvarne mišićne paralize. Kod dojenčadi, to može biti simptom kongenitalnog sifilisa.